# سانتوش سیوان
سانتوش سیوان (انگلیسی: Santosh Sivan؛ زادهٔ ۸ فوریهٔ ۱۹۶۴) فیلم‌بردار، کارگردان، هنرپیشه، تهیه‌کننده و فیلم‌نامه‌نویس اهل کشور هند است. وی تاکنون ۴۵ فیلم سینمایی و ۴۲ فیلم مستند ساخته است.